# Гардинер (Мејн)
Гардинер (енгл. Gardiner) град је у америчкој савезној држави Мејн.

## Демографија
По попису из 2010. године број становника је 5.800, што је 398 (-6,4%) становника мање него 2000. године.
| Група             | 2000.         | 2010.         |
| Белци             | 5.985 (96,6%) | 5.508 (95,0%) |
| Афроамериканци    | 24 (0,4%)     | 18 (0,3%)     |
| Азијати           | 22 (0,4%)     | 41 (0,7%)     |
| Хиспаноамериканци | 50 (0,8%)     | 59 (1,0%)     |
| Укупно            | 6.198         | 5.800         |